# Finale della Coppa d'Asia 1992
La finale della Coppa d'Asia 1992 si disputò l'8 novembre all'Hiroshima Big Arch di Hiroshima tra le nazionali di Giappone e Arabia Saudita. A vincere la finale furono i giapponesi, ottenendo il loro primo trofeo nella massima competizione tra nazionali maschili asiatiche.

## Le squadre
| Squadra        | Finali (o spareggi) disputate in precedenza (il grassetto indica la vittoria) |
| -------------- | ----------------------------------------------------------------------------- |
| Giappone       | Nessuna                                                                       |
| Arabia Saudita | 2 (1984, 1988)                                                                |

## Cammino verso la finale

### Tabella riassuntiva del percorso
| Squadra             | Pts | G |
| ------------------- | --- | - |
| Giappone            | 4   | 3 |
| Emirati Arabi Uniti | 4   | 3 |
| Iran                | 3   | 3 |
| Corea del Nord      | 1   | 3 |

| Squadra        | Pts | G |
| -------------- | --- | - |
| Arabia Saudita | 4   | 3 |
| Cina           | 4   | 3 |
| Qatar          | 2   | 3 |
| Thailandia     | 2   | 3 |

## Tabellino
| Arbitro: | Jamal Al-Sharif |

|            |           |  |
| Takagi 36’ | Marcatori |  |

| Giappone | Arabia Saudita |

| P             | 19 | Kazuya Maekawa          |     |     |
| D             | 4  | Takumi Horiike          | 45’ |     |
| D             | 5  | Tetsuji Hashiratani (c) |     |     |
| D             | 7  | Masami Ihara            |     |     |
| D             | 6  | Satoshi Tsunami         |     |     |
| C             | 15 | Mitsunori Yoshida       |     | 86’ |
| C             | 14 | Tsuyoshi Kitazawa       |     |     |
| C             | 10 | Ruy Ramos               | 69’ |     |
| C             | 8  | Masahiro Fukuda         |     |     |
| A             | 20 | Takuya Takagi           |     |     |
| A             | 11 | Kazuyoshi Miura         | 75’ |     |
| Sostituzioni: |    |                         |     |     |
| D             | 3  | Toshinobu Katsuya       |     | 86’ |
| Allenatore:   |    |                         |     |     |
| Hans Ooft     |    |                         |     |     |

| P             | 21 | Shaker Al-Shujaa      |     |     |
| D             | 2  | Abdullah Al-Dosari    | 88’ |     |
| D             | 4  | Abdul Rahman Al-Roomi |     |     |
| D             | 5  | Mohammed Al-Khilaiwi  |     |     |
| C             | 3  | Salem Al-Alawi        |     |     |
| C             | 6  | Fuad Anwar Amin (c)   |     |     |
| C             | 8  | Fahad Al-Bishi        | 70’ |     |
| C             | 14 | Khaled Al-Muwallid    |     |     |
| A             | 7  | Saeed Al-Owairan      |     |     |
| A             | 9  | Hamzah Idris          |     | 66’ |
| A             | 15 | Yousuf Al-Thunayan    |     |     |
| Sostituzioni: |    |                       |     |     |
|               | 11 | Fahad Al-Mehallel     |     | 66’ |
| Allenatore:   |    |                       |     |     |
| Nelsinho Rosa |    |                       |     |     |